# Abelona laevigata
Abelona laevigata är en insektsart som först beskrevs av Brunner von Wattenwyl 1888.  Abelona laevigata ingår i släktet Abelona och familjen Gryllacrididae. Inga underarter finns listade i Catalogue of Life.